# Dierama medium
Dierama medium är en irisväxtart som beskrevs av Nicholas Edward Brown. Dierama medium ingår i släktet Dierama och familjen irisväxter. Inga underarter finns listade i Catalogue of Life.